# Dermatose factice
 (février 2025).
La mise en forme du texte ne suit pas les recommandations de Wikipédia : il faut le « wikifier ».
Les points d'amélioration suivants sont les cas les plus fréquents. Le détail des points à revoir est peut-être précisé sur la page de discussion.
- Les titres sont pré-formatés par le logiciel. Ils ne sont ni en capitales, ni en gras.
- Le texte ne doit pas être écrit en capitales (les noms de famille non plus), ni en gras, ni en italique, ni en « petit »…
- Le gras n'est utilisé que pour surligner le titre de l'article dans l'introduction, une seule fois.
- L'italique est rarement utilisé : mots en langue étrangère, titres d'œuvres, noms de bateaux, etc.
- Les citations ne sont pas en italique mais en corps de texte normal. Elles sont entourées par des guillemets français : « et ».
- Les listes à puces sont à éviter, des paragraphes rédigés étant largement préférés. Les tableaux sont à réserver à la présentation de données structurées (résultats, etc.).
- Les appels de note de bas de page (petits chiffres en exposant, introduits par l'outil «  Source ») sont à placer entre la fin de phrase et le point final[comme ça].
- Les liens internes (vers d'autres articles de Wikipédia) sont à choisir avec parcimonie. Créez des liens vers des articles approfondissant le sujet. Les termes génériques sans rapport avec le sujet sont à éviter, ainsi que les répétitions de liens vers un même terme.
- Les liens externes sont à placer uniquement dans une section « Liens externes », à la fin de l'article. Ces liens sont à choisir avec parcimonie suivant les règles définies. Si un lien sert de source à l'article, son insertion dans le texte est à faire par les notes de bas de page.
- La présentation des références doit suivre les conventions bibliographiques. Il est recommandé d'utiliser les modèles {{Ouvrage}}, {{Chapitre}}, {{Article}}, {{Lien web}} et/ou {{Bibliographie}}. Le mode d'édition visuel peut mettre en forme automatiquement les références.
- Insérer une infobox (cadre d'informations à droite) n'est pas obligatoire pour parachever la mise en page.

Pour une aide détaillée, merci de consulter Aide:Wikification.
Si vous pensez que ces points ont été résolus, vous pouvez retirer ce bandeau et améliorer la mise en forme d'un autre article.
 (janvier 2025).
La dermatose factice, également connue sous le nom de pathomimie cutanée, est une forme de trouble factice (c'est-à-dire un trouble dans lequel les patients simulent intentionnellement des symptômes et produisent des signes de maladie). La dermatose factice correspond à des lésions cutanées auto-infligées, de manière délibérée et consciente, avec un déni d'automutilation, le plus souvent due à un grattage délibéré prolongé, mais parfois au moyen d'instruments tranchants ou d'un autre agent,.

## Signes et symptômes
Les lésions cutanées fréquemment observées sont inhabituelles et ressemblent à de nombreuses réponses inflammatoires cutanées connues.
Lorsqu'une fausse histoire est donnée, elle est généralement « creuse », sans aucune explication sur la façon dont des lésions cutanées spécifiques qui se développent sur des zones facilement accessibles deviennent soudainement complètement formées.

## Causes
Provoquer des lésions est une stratégie psychologique utilisée par le patient pour assouvir un besoin interne, le plus souvent le désir d’attention ou de soins.
Plusieurs difficultés psychosociales, une immaturité émotionnelle, des motivations inconscientes et des relations interpersonnelles dysfonctionnelles ont été identifiées comme des facteurs étiologiques,.

## Traitement
Des antibiotiques topiques peuvent être nécessaires pour traiter les lésions cutanées, mais si une infection grave est présente, des antibiotiques oraux peuvent également être nécessaires dans certaines situations. Il est nécessaire d’identifier et de traiter le problème de santé mentale sous-jacent. Les médicaments fréquemment utilisés comprennent les sédatifs, les antipsychotiques et les antidépresseurs.

## Lectures complémentaires
- Saha, Seth, Gorai et Bindal, « Dermatitis artefacta: A review of five cases: A diagnostic and therapeutic challenge », Indian Journal of Dermatology, Medknow, vol. 60, no 6,‎ 2015, p. 613 (ISSN 0019-5154, PMCID 4681205, DOI 10.4103/0019-5154.169139)
- Tittelbach, Peckruhn et Elsner, « Histopathological patterns in dermatitis artefacta », JDDG: Journal der Deutschen Dermatologischen Gesellschaft, Wiley, vol. 16, no 5,‎ 24 avril 2018, p. 559–564 (ISSN 1610-0379, DOI 10.1111/ddg.13504)